# Antonio Cid Cortés
Antonio Cid Cortés (Junquera de Espadañedo, 16 de febrero de 1954) es un deportista español que compitió en bochas adaptadas. Ganó seis medallas en los Juegos Paralímpicos de Verano entre los años 1992 y 2004.

## Palmarés internacional
| Juegos Paralímpicos | Juegos Paralímpicos      | Juegos Paralímpicos | Juegos Paralímpicos  |
| Año                 | Lugar                    | Medalla             | Prueba               |
| ------------------- | ------------------------ | ------------------- | -------------------- |
| 1992                | Barcelona (España)       | Medalla de oro      | Individual C1 mixto  |
| 1992                | Barcelona (España)       | Medalla de oro      | Equipo C1-C2 mixto   |
| 1996                | Atlanta (Estados Unidos) | Medalla de oro      | Equipo C1-C2 mixto   |
| 2000                | Sídney (Australia)       | Medalla de plata    | Individual BC1 mixto |
| 2000                | Sídney (Australia)       | Medalla de plata    | Equipo BC1-BC2 mixto |
| 2004                | Atenas (Grecia)          | Medalla de bronce   | Equipo BC1-BC2 mixto |